# Ejército de Liberación Nacional de Garo
El Ejército de Liberación Nacional de Garo (del inglés: Garo National Liberation Army, acortado comúnmente como GNLA), es una organización guerrillera creada en el año 2010, y activa en la región este de Meghalaya, siendo los objetivos de su lucha la autonomía del pueblo Garo en la región.
EL GNLA es señalado por autoridades y algunos medios de cometer asesinatos, secuestros, extorsiones, robos, explosiones de bombas y ataques a las fuerzas de seguridad, señalando que el grupo cuentan con cerca de 70 a 200 militantes, pero siendo lo suficientemente organizados para perpetrar ataques y huir a la porosa frontera entre la India y Bangladés.

## Historia

### Inicios
El Ejército de Liberación Nacional de Garo (GNLA) nació como una escisión del Consejo Nacional de Voluntarios de Achik (ANVC por sus siglas en inglés), creada por el ex oficial de policía, Pakchara R. Sangma alias Champion R. Sangma, después de desertar de la policía, y el "comandante de área" Sohan D. Shira, también ex policía. La guerrilla tiene como dominio el distrito de East Garo Hills. El grupo se nutre también de desertores de guerrillas como la Fuerza de Élite de Liberación de Achik (LAEF) y el Frente Nacional Democrático de Bodoland (NDFB).
El grupo a pesar de ser pequeño ha demostrado tener una buena organización, aprovechando la insatisfacción de algunas comunidades Garo con el gobierno actual, la inefectiva comunicación entre la población con el poder central, llegando a sospechar su acercamiento a otras guerrillas como el Frente Unido de Liberación de Assam y el Consejo Nacionalsocialista de Nagaland-Isak-Muivah (NSCN-IM).

### Actividad armada

##### Primeros ataques
La tarde del 9 de octubre de 2010, es lanzando desde un vehículo un explosivo en el mercado de Tura, West Garo Hills, dejando como saldo siete civiles heridos, siendo señalado el GNLA de ser responsables del ataque. Además el GNLA es señalado de secuestrar a un contratista en el distrito de West Garo Hills
El 17 de octubre supuestos miembros del GNLA mataron a tiros a dos mineros del carbón (identificados como Nazrul Islam y Kuki Boro) del cinturón minero de Nongalbibra en South Garo Hills, Meghalaya. En diciembre del mismo año, miembros del GNLA secuestraron un depósito de carbón en Warima, South Garo Hills, Meghalaya, India, dos militantes no identificados secuestraron a un exportador de carbón, identificado como Rimudu Sutnga, siendo liberado hasta el 16 de enero del siguiente año.
No es hasta el 21 de marzo de 2011, en Williamnagar en East Garo Hills, cuando atacantes abrieron fuego contra un convoy policial, causando daños materiales, pero no causaron víctimas, culpando al GNLA del ataque. Días después, el 6 de abril, miembros del GNLA atacaron a tiros de manera indiscriminada contra un grupo de trabajadores, matando a cinco trabajadores e hiriendo a otro trabajador del depósito de carbón de Gokha. Los fallecidos fueron identificados como Ram Badan Yadav, Suha Gin, Habibul, Noor Muhammad, Jamin y el herido fue identificado como Rakib Miya. Los ataques con explosivos y los secuestros se volvieron un modus operandi común en su campaña armada.
El 18 de abril, miembros del GNLA abrieron fuego contra los neumáticos de 15 camiones vacíos con destino a canteras de carbón, dañando al menos siete de los camiones. Los militantes exigieron 20.000 INR a cada camionero y también golpearon a algunos de los camioneros por negarse a pagar la demanda, dejando seis civiles heridos, esto en la aldea de Wahthre, cerca de Shillong, en el distrito de East Khasi Hills, Meghalaya. El 8 de agosto del mismo año, el GNLA sufre uno de sus primeros golpes, esto después de un enfrentamiento que deja cuatro militantes muertos (incluyendo un líder local) y, esto después de una operación policial en un área boscosa de Williamnagar. Días después, el GNLA asesinó a un civil al que acusó de ser colaborador, además de matar a tiros a dos conductores de camiones y atacar a tiros un convoy de camiones provenientes de una mina de carbón.

El GNLA centra sus operaciones en la parte oeste de Meghalaya, sobre todo en el distrito de East Garo

El 22 de agosto, agentes policiales fueron emboscados en el área de Baija en East Garo Hills, dañando el vehículo donde eran transportados, pero no se reportaron heridos. Al mes siguiente, miembros del GNLA se adjudicaron la abducción de dos contratista mineros, y siendo liberados un par de días después. Otros ataques del GNLA se reportaron en los días siguientes.
El 18 de octubre, el comandante del Ejército de Liberación Nacional Garo identificado como Dilseng alias Bashish (negando su muerte en un principio) murió durante un fallido ataque armado contra miembros de los comandos del Batallón de Combate para Acción Decidida y Armas y Tácticas Especiales (SWAT), ocurrido en el distrito de East Garo Hills. En respuesta al ataque, el GNLA atacó a una mujer en el distrito de East Garo Hills, acusándola de ser una informante de las autoridades. No fue hasta el 31 de octubre, cuando cerca de 15 miembros del GNLA emboscaron a una unidad policial, matando cuatro policías y un civil, e hiriendo gravemente a dos oficiales, esto en la localidad de Nengpatchi, distrito de East Garo Hills. Los militantes robaron a la policía dos fusiles AK-47, dos rifles de asalto y una carabina M4. Ningún grupo se atribuyó la responsabilidad, pero se sospecha que está involucrado el GNLA, supuestamente dirigido por su “comandante de área central” Rakkam Marak y el exagente de policía Savio Ch Marak, el “comandante de área” de West Khasi Hills.

## Caída de líderes
El 31 de enero de 2016, es asesinado por comandos SWAT de la policía de Meghalaya, Pangkam Sangma un  comandante del GNLA en la región, siendo acusado de extorsiones, secuestros, asesinatos y el caso más grave fue el ataque con bomba en un mercado de Williamnagar, que dejó nueve civiles heridos.
El 24 de febrero de 2018, es abatido por comandos de la policía estatal Sohan D. Shira, líder del grupo y uno de los milicianos más buscados en la región. El enfrentamiento ocurrió en un campamento del GNLA en la región de Achakpek en el distrito de East Garo Hills, las autoridades mencionaron que con la muerte de Shira y otras operaciones en la región el grupo quedó desarticulado.
 El operativo fue puesto en marcha después del asesinato del candidato local Jonathone N Sangma perteneciente al Partido del Congreso Nacionalista a las elecciones que se celebrarían terminando el mes de febrero. El atentado ocurrió después de que el candidato se dirigía a la ciudad de Williamnagar, dejando como saldo cuatro muertos (el candidato y tres guardaespaldas) y tres personas más heridas.
El 29 de marzo del 2025, finalmente fue detenido Laden Ch. Sangma, exlíder regional del GNLA, el cual es acusado del asesinato del profesor Denybirth Momin, por la sospecha de ser un informante de la policía, ocurrido el 29 de julio del 2012.

### Posible resurgimiento
Desde mayo de 2023, las autoridades del estado de Meghalaya han estado investigando el supuesto resurgimiento del grupo, esto debido a un comunicado lanzado en febrero del mismo año donde menciona que han comenzado a movilizarse a distintas partes del estado, firmado por el supuesto nuevo comandante del grupo Goera Pantora Sangma. Esta investigación sigue a pesar de que en febrero del 2025 las autoridades siguen sosteniendo que grupo ha sido desarticulado.